# جيمي دونيغان
جيمي دونيغان (بالإنجليزية: Jimmy Donegan)‏ هو رسام أسترالي، ولد في 1940 في Papulankutja ‏ في أستراليا.